# Gabino de Lorenzo
Gabino de Lorenzo Ferrera (Oviedo, 14 de febrero de 1943) es un político e ingeniero de minas español. Fue alcalde de Oviedo por el Partido Popular entre 1991 y 2012. Desempeñó el cargo de delegado del Gobierno en Asturias, para el que fue nombrado por el Consejo de Ministros de España el 5 de enero de 2012, hasta el 22 de marzo de 2018.

## Biografía
Está casado y tiene dos hijos. Estudió en el colegio de los Hermanos Maristas y más tarde obtuvo el título de ingeniero en la Escuela de Minas de Oviedo y posteriormente el de doctor en la Universidad de Oviedo.
Su vida laboral comenzó en Uninsa en la Fábrica de Moreda de Gijón, y posteriormente, en Ensidesa (Veriña) y, tanto en Moreda como en Ensidesa trabajó en las oficinas del alto horno. Llegó a alcanzar el cargo de Ingeniero Jefe de la División de arrabio-cok.
Se afilió a Alianza Popular en 1983. En el año 1987 abandonó el ejercicio de su profesión cuando fue elegido concejal del Ayuntamiento de Oviedo como cabeza de lista del PP, grupo mayoritario de la oposición en esos momentos. Desde entonces hasta el 2 de marzo de 2013 presidió la Junta Local del PP en Oviedo.
Cuatro años más tarde, en 1991, obtuvo la alcaldía de Oviedo, cargo que repitió con mayorías absolutas en las elecciones de 1995, 1999, 2003 y de 2007.
Desde 1995 es miembro de la Junta Directiva Nacional del Partido Popular y también forma parte del Comité Ejecutivo Regional y de la Junta Directiva Regional en Asturias.
Durante los años de su alcaldía, Oviedo experimentó una renovación del entorno urbano y rural: fue pionero en la peatonalización de las calles de la ciudad y en el soterramiento de las vías férreas en el centro de Oviedo. Durante la década de los noventa, la ciudad fue remodelada en todos sus barrios, y se realizó la rehabilitación integral del casco histórico. Estas mejoras han permitido que Oviedo se haya consolidado como uno de los destinos turísticos principales del norte de España, a la par que se consolidó como un importante centro de turismo de congresos (sobre todo a raíz de la apertura del Auditorio-Palacio de Congresos Príncipe Felipe). Realizó grandes inversiones en limpieza, consiguiendo varios premios para la ciudad: en 1994 ganó la Escoba de plata a la ciudad más limpia de España, en 1996 la Escoba de oro, en 2002 y en 2004 la Escoba de platino (en el 2004 fue por la recogida selectiva de basura). Fue polémico su enfrenta con el gobierno regional, entonces presidido por el socialista Vicente ÁlvarezAreces, acusándole de llevar a cabo un "cerco a Oviedo" (aislándolo de inversiones). 
En enero de 2008 fue designado cabeza de lista en las elecciones generales españolas de 2008 por Asturias al Congreso de los Diputados. El 9 de marzo de 2008 el PP perdió las elecciones en número de votos en Asturias y Gabino renunció a su acta de diputado «por no haber alcanzado los objetivos que se habían propuesto».
Tras veinte años ocupando de forma ininterrumpida la alcaldía de Oviedo con mayoría absoluta, el 22 de mayo de 2011 De Lorenzo pierde dicha mayoría en el ayuntamiento a causa de la irrupción de Foro Asturias (el partido del expopular Álvarez-Cascos) en el panorama político asturiano: el Partido Popular bajó de 17 a 11 ediles, y Arturo González de Mesa, candidato por FAC a la alcaldía, consiguió 7 ediles, convirtiéndose en la segunda fuerza política en el Consistorio, por delante del PSOE y de IU. Por tanto, Gabino de Lorenzo fue ratificado como alcalde por sexta vez, en esta ocasión para gobernar en minoría.
El 5 de enero de 2012 fue nombrado delegado del gobierno en Asturias, teniendo que renunciar a su acta de concejal y a la alcaldía de Oviedo para asumir sus nuevas responsabilidades el día 9 de enero de 2012.

## Elecciones
2011  11 PP  7 FAC      6 PSOE    3 IU
2007  17 PP  9 PSOE     1 ASCIZ
2003  17 PP  8 PSOE     2 IU    
1999  15 PP  10 PSOE    2 IU  
1995  18 PP  6 PSOE     3 IU 
1991  13 PP  10 PSOE    2 IU      2 CDS
1987  10 PP  12 PSOE    1 IU      4 CDS